# Copablepharon absidum
Copablepharon absidum är en fjärilsart som beskrevs av Harvey 1875. Copablepharon absidum ingår i släktet Copablepharon och familjen nattflyn. Inga underarter finns listade i Catalogue of Life.